# Az RB Leipzig 2013–2014-es szezonja
Az Az RB Leipzig 2013–2014-es szezonja július 19-én kezdődött az első bajnoki mérkőzéssel. Ez volt a csapat 5. szezonja a versenyszerű labdarúgásban, 1. szezonja a 3. Liga-ban és az 5. szezonja fennállása óta.

## Játékosok

### Keret
| #  |     | Poszt | Név                |
| -- | --- | ----- | ------------------ |
| 1  | SUI | K     | Fabio Coltorti     |
| 3  | GER | V     | Anthony Jung       |
| 4  | GER | V     | Tobias Willers     |
| 5  | GER | KP    | Henrik Ernst       |
| 8  | GER | V     | Tim Sebastian      |
| 9  | DEN | CS    | Yussuf Poulsen     |
| 10 | BRA | KP    | Thiago Rockenbach  |
| 11 | GER | CS    | Daniel Frahn (csk) |
| 15 | GER | KP    | Bastian Schulz     |
| 16 | GER | V     | Juri Judt          |
| 17 | GER | KP    | Joshua Kimmich     |
| 18 | GER | CS    | Timo Röttger       |
| 19 | GER | CS    | Matthias Morys     |
| 20 | GER | CS    | Denis Thomalla     |
| 21 | FIN | V     | Mikko Sumusalo     |

| #  |     | Poszt | Név                        |
| -- | --- | ----- | -------------------------- |
| 22 | GER | K     | Benjamin Bellot            |
| 23 | AUT | V     | Niklas Hoheneder           |
| 24 | GER | KP    | Dominik Kaiser             |
| 25 | GRE | KP    | Hrísztosz Papadimitriou    |
| 26 | GER | K     | Erik Domaschke             |
| 27 | GER | CS    | Carsten Kammlott           |
| 28 | GER | V     | Fabian Franke              |
| 29 | GER | KP    | Sebastian Heidinger        |
| 30 | GER | V     | Christian Müller           |
| 31 | GER | KP    | Diego Demme                |
| 32 | GER | CS    | Federico Palacios Martínez |
| 33 | GER | KP    | André Luge                 |
| 34 | GER | KP    | Clemens Fandrich           |
| 39 | AUT | KP    | Georg Teigl                |

## Átigazolások

### Érkezők
| #  |     | Poszt | Név                                           |
| -- | --- | ----- | --------------------------------------------- |
| 25 | GRE | CS    | Hrísztosz Papadimitriou ( a AEK Athéntól)     |
| 9  | DEN | CS    | Yussuf Poulsen ( a Lyngby BKtól)              |
| 17 | GER | CS    | Joshua Kimmich ( a VfB Stuttgart U19től)      |
| 20 | GER | CS    | Denis Thomalla ( a TSG 1899 Hoffenheim IItől) |
| 4  | GER | CS    | Tobias Willers ( a Sportfreunde Lottetől)     |
| 33 | GER | KP    | André Luge ( a FSV Zwickautől)                |
| 3  | GER | V     | Anthony Jung ( a FSV Frankfurttól)            |

| #  |     | Poszt | Név                                                  |
| -- | --- | ----- | ---------------------------------------------------- |
| 21 | FIN | V     | Mikko Sumusalo ( a Helsingin JKtól)                  |
| 31 | GER | KP    | Diego Demme ( a SC Paderborn 07től)                  |
| 32 | GER | CS    | Federico Palacios Martínez ( a VfL Wolfsburg U19től) |
| -  | AUT | KP    | Georg Teigl ( a FC Red Bull Salzburgtól)             |

### Távozok
| #  |     | Poszt | Név                                  |
| -- | --- | ----- | ------------------------------------ |
| 20 | GER | CS    | Stefan Kutschke ( a VfL Wolfsburgba) |
| -  | GER | K     | Pascal Borel ( ismeretlen)           |
| 29 | GER | KP    | Sebastian Heidinger ( ismeretlen)    |
| -  | POL | V     | Tomasz Wisio ( SKN St. Pöltenbe)     |
| 21 | GER | KP    | Paul Schinke ( ismeretlen)           |
| 17 | TUR | KP    | Umut Koçin ( ismeretlen)             |

| #  |     | Poszt | Név                                    |
| -- | --- | ----- | -------------------------------------- |
| 15 | GER | KP    | Bastian Schulz ( a VfL Wolfsburg IIba) |
| 16 | GER | V     | Juri Judt ( 1. FC Saarbrückenbe)       |
| 16 | BRA | V     | Thiago Rockenbach ( Hertha BSC IIbe)   |
| 16 | GER | V     | Carsten Kammlott ( Rot-Weiß Erfurtbe)  |

### Kölcsönben
| #  |     | Poszt | Név                                          |
| -- | --- | ----- | -------------------------------------------- |
| 10 | BRA | KP    | Thiago Rockenbach ( a Hertha BSC IInél)      |
| 25 | GRE | CS    | Hrísztosz Papadimitriou ( a FC Lieferingnél) |

## Mérkőzések

### Barátságos találkozók
| 2013. június 22. 16:00 |

| FC Grimma | 0 – 8               | RB Leipzig                                                               |
| --------- | ------------------- | ------------------------------------------------------------------------ |
|           | (0 - 3) Jegyzőkönyv | Morys 3' Frahn 10' Thomalla 26' 73' Luge 51' Kammlott 56' 72' Schulz 70' |

| Stadion der Freundschaft, Grimma Nézőszám: 1 250 Játékvezető: Enrico Jahn |

| 2013. június 26. 18:00 |

| FC Basel                              | 3 - 2               | RB Leipzig           |
| ------------------------------------- | ------------------- | -------------------- |
| Streller 10' Andrist 71' A. Ajeti 86' | (1 - 1) Jegyzőkönyv | Schulz 32' Frahn 68' |

| Walchsee Nézőszám: 100 |

| 2013. július 1. 18:00 |

| FC Liefering | 0 - 1               | RB Leipzig |
| ------------ | ------------------- | ---------- |
|              | (0 - 1) Jegyzőkönyv | Frahn 35'  |

| Walchsee |

| 2013. július 6. 15:30 |

| RB Leipzig                        | 3 - 0               | FC Viktoria Köln |
| --------------------------------- | ------------------- | ---------------- |
| Poulsen 23' Luge 65' Thomalla 79' | (1 - 0) Jegyzőkönyv |                  |

| RBL edzőközpont, Lipcse Nézőszám: 1000 |

| 2013. július 7. 15:30 |

| RB Leipzig         | 2 - 0               | TSV Havelse |
| ------------------ | ------------------- | ----------- |
| Holm 38' Frahn 70' | (1 - 0) Jegyzőkönyv |             |

| RBL edzőközpont, Lipcse Nézőszám: 1000 |

| 2013. július 10. 17:30 |

| RB Leipzig | 0 - 1               | HB Køge      |
| ---------- | ------------------- | ------------ |
|            | (0 - 1) Jegyzőkönyv | Tshiembe 13' |

| Sportplatz Clade, Naunhof Nézőszám: 650 |

| 2013. július 13. 15:00 |

| Hertha BSC | 1 - 0               | RB Leipzig |
| ---------- | ------------------- | ---------- |
| Ramos 50'  | (0 - 0) Jegyzőkönyv |            |

| Paul-Greifzu-Stadion, Dessau Nézőszám: 4 183 Játékvezető: Martin Bärmann |

| 2013. július 23. 18:00 |

| RB Leipzig               | 2 - 1               | Werder Bremen |
| ------------------------ | ------------------- | ------------- |
| Röttger 45' Kammlott 59' | (1 - 1) Jegyzőkönyv | Füllkrug 13'  |

| Red Bull Arena, Lipcse Nézőszám: 8 947 Játékvezető: Alexander Sather |

| 2014. január 6. 16:00 |

| RB Leipzig                                                             | 8 - 0               | 1. FC Bitterfeld-Wolfen |
| ---------------------------------------------------------------------- | ------------------- | ----------------------- |
| Luge 3' 25' 35' Thomalla 17' 80' Fandrich 49' Kammlott 78' Röttger 90' | (4 - 0) Jegyzőkönyv |                         |

| RBL edzőközpont, Lipcse Nézőszám: 600 |

| 2014. január 11. 15:30 |

| FC Vaduz | 0 - 0               | RB Leipzig |
| -------- | ------------------- | ---------- |
|          | (0 - 0) Jegyzőkönyv |            |

| Belek, Törökország |

| 2013. január 14. 15:30 |

| RB Leipzig                                      | 3 - 0               | SSVg Velbert |
| ----------------------------------------------- | ------------------- | ------------ |
| Thomalla 25' Kaiser 42' (11-esből) Palacios 69' | (2 - 0) Jegyzőkönyv |              |

| Belek, Törökország |

| 2014. január 17. 15:30 |

| FC Thun               | 1 - 2               | RB Leipzig  |
| --------------------- | ------------------- | ----------- |
| Krstićn 54' Zuffi 81' | (0 - 0) Jegyzőkönyv | Poulsen 66' |

| Belek, Törökország |

| 2014. január 26. 11:30 |

| RB Leipzig   | 1 - 0               | FC Oberlausitz Neugersdorf |
| ------------ | ------------------- | -------------------------- |
| Fandrich 13' | (1 - 0) Jegyzőkönyv |                            |

| RBL edzőközpont, Lipcse, Németország Nézőszám: 100 |

### Bajnokság
| 2013. július 19. 20:30 (CEST) | Hallescher FC | 0 – 1                 | RB Leipzig | Erdgas Sportpark, Halle Nézőszám: 14 022 Játékvezető: Frank Willenborg |
| 2013. július 19. 20:30 (CEST) |               | (0 – 1) (Jegyzőkönyv) | Frahn 23'  | Erdgas Sportpark, Halle Nézőszám: 14 022 Játékvezető: Frank Willenborg |

| 2013. július 27. 14:00 (CEST) | RB Leipzig             | 2 – 2                 | SC Preußen Münster     | Red Bull Arena, Lipcse Nézőszám: 9 763 Játékvezető: Thorsten Schriever |
| 2013. július 27. 14:00 (CEST) | Frahn 6' B. Schulz 23' | (1 – 1) (Jegyzőkönyv) | Siegert 45' Krohne 81' | Red Bull Arena, Lipcse Nézőszám: 9 763 Játékvezető: Thorsten Schriever |

| 2013. augusztus 10. 14:00 (CEST) | SV Wacker Burghausen | 1 – 2                 | RB Leipzig             | Wacker-Arena, Burghausen Nézőszám: 2 600 Játékvezető: Marcel Göpferich |
| 2013. augusztus 10. 14:00 (CEST) | Schröck 7'           | (1 – 1) (Jegyzőkönyv) | Frahn 13' Kaiser 90+3' | Wacker-Arena, Burghausen Nézőszám: 2 600 Játékvezető: Marcel Göpferich |

| 2013. augusztus 18. 14:00 (CEST) | RB Leipzig  | 1 – 1                 | MSV Duisburg | Red Bull Arena, Lipcse Nézőszám: 17 758 Játékvezető: Christian Dietz |
| 2013. augusztus 18. 14:00 (CEST) | A. Jung 33' | (1 – 1) (Jegyzőkönyv) | Onuegbu 26'  | Red Bull Arena, Lipcse Nézőszám: 17 758 Játékvezető: Christian Dietz |

| 2013. augusztus 24. 14:00 (CEST) | RB Leipzig        | 2 – 0                 | Rot-Weiß Erfurt | Red Bull Arena, Lipcse Nézőszám: 14 109 Játékvezető: Christian Leicher |
| 2013. augusztus 24. 14:00 (CEST) | Y. Poulsen 1' 87' | (1 – 0) (Jegyzőkönyv) |                 | Red Bull Arena, Lipcse Nézőszám: 14 109 Játékvezető: Christian Leicher |

| 2013. augusztus 31. 14:00 (CEST) | SV Wehen Wiesbaden   | 2 – 1                 | RB Leipzig | BRITA-Arena, Wiesbaden Nézőszám: 4 122 Játékvezető: Martin Petersen |
| 2013. augusztus 31. 14:00 (CEST) | Book 22' Vidović 38' | (2 – 0) (Jegyzőkönyv) | Schulz 58' | BRITA-Arena, Wiesbaden Nézőszám: 4 122 Játékvezető: Martin Petersen |

| 2013. szeptember 3. 19:00 (CEST) | RB Leipzig                   | 3 – 1                 | Holstein Kiel | Red Bull Arena, Lipcse Nézőszám: 11 714 Játékvezető: Florian Heft |
| 2013. szeptember 3. 19:00 (CEST) | Herrmann 50' Frahn 13' 90+4' | (1 – 1) (Jegyzőkönyv) | Sykora 9'     | Red Bull Arena, Lipcse Nézőszám: 11 714 Játékvezető: Florian Heft |

| 2013. szeptember 7. 14:00 (CEST) | SV Elversberg | 1 – 0                 | RB Leipzig | Waldstadion an der Kaiserlinde, Spiesen-Elversberg Nézőszám: 860 Játékvezető: Benjamin Cortus |
| 2013. szeptember 7. 14:00 (CEST) | Dausend 90+1' | (0 – 0) (Jegyzőkönyv) |            | Waldstadion an der Kaiserlinde, Spiesen-Elversberg Nézőszám: 860 Játékvezető: Benjamin Cortus |

| 2013. szeptember 14. 14:00 (CEST) | RB Leipzig                       | 3 – 1                 | VfB Stuttgart II | Red Bull Arena, Lipcse Nézőszám: 9 869 Játékvezető: Karl Valentin |
| 2013. szeptember 14. 14:00 (CEST) | Frahn 11' Morys 24' Schulz 90+1' | (2 – 0) (Jegyzőkönyv) | Grüttner 85'     | Red Bull Arena, Lipcse Nézőszám: 9 869 Játékvezető: Karl Valentin |

| 2013. szeptember 20. 19:00 (CEST) | VfL Osnabrück                        | 3 – 2                 | RB Leipzig                   | Osnatel-Arena, Osnabrück Nézőszám: 8 974 Játékvezető: Markus Schmidt |
| 2013. szeptember 20. 19:00 (CEST) | A. Jung 20' Grimaldi 54' Prokoph 83' | (1 – 2) (Jegyzőkönyv) | Heidinger 13' Y. Poulsen 32' | Osnatel-Arena, Osnabrück Nézőszám: 8 974 Játékvezető: Markus Schmidt |

| 2013. szeptember 28. 14:00 (CEST) | RB Leipzig              | 2 – 2                 | SpVgg Unterhaching   | Red Bull Arena, Lipcse Nézőszám: 13 894 Játékvezető: Christian Bandurski |
| 2013. szeptember 28. 14:00 (CEST) | Kaiser 32' Kammlott 75' | (1 – 1) (Jegyzőkönyv) | Götze 34' Duhnke 84' | Red Bull Arena, Lipcse Nézőszám: 13 894 Játékvezető: Christian Bandurski |

| 2013. október 5. 14:00 (CEST) | 1. FC Heidenheim | 0 – 2                 | RB Leipzig           | Voith-Arena, Heidenheim Nézőszám: 10 200 Játékvezető: Dr. Jochen Drees |
| 2013. október 5. 14:00 (CEST) |                  | (0 – 0) (Jegyzőkönyv) | Frahn 62' Kaiser 78' | Voith-Arena, Heidenheim Nézőszám: 10 200 Játékvezető: Dr. Jochen Drees |

| 2013. október 19. 14:00 (CEST) | RB Leipzig              | 2 – 0                 | SSV Jahn Regensburg | Red Bull Arena, Lipcse Nézőszám: 8 742 Játékvezető: Sven Jablonski |
| 2013. október 19. 14:00 (CEST) | Heidinger 44' Frahn 83' | (1 – 0) (Jegyzőkönyv) |                     | Red Bull Arena, Lipcse Nézőszám: 8 742 Játékvezető: Sven Jablonski |

| 2013. október 26. 14:00 (CEST) | Chemnitzer FC                                 | 3 – 1                 | RB Leipzig   | Stadion an der Gellertstraße, Chemnitz Nézőszám: 8 305 Játékvezető: Günter Perl |
| 2013. október 26. 14:00 (CEST) | Mauersberger 17' Garbuschewski 19' Semmer 87' | (2 – 1) (Jegyzőkönyv) | Thomalla 23' | Stadion an der Gellertstraße, Chemnitz Nézőszám: 8 305 Játékvezető: Günter Perl |

| 2013. november 2. 14:00 (CEST) | RB Leipzig     | 1 – 0                 | Borussia Dortmund II | Red Bull Arena, Lipcse Nézőszám: 11 477 Játékvezető: Thomas Stein |
| 2013. november 2. 14:00 (CEST) | Y. Poulsen 12' | (1 – 0) (Jegyzőkönyv) |                      | Red Bull Arena, Lipcse Nézőszám: 11 477 Játékvezető: Thomas Stein |

| 2013. november 9. 14:00 (CEST) | Darmstadt 98 | 0 – 1                 | RB Leipzig | Stadion am Böllenfalltor, Darmstadt Nézőszám: 7 200 Játékvezető: Frank Willenborg |
| 2013. november 9. 14:00 (CEST) |              | (0 – 0) (Jegyzőkönyv) | Kaiser 68' | Stadion am Böllenfalltor, Darmstadt Nézőszám: 7 200 Játékvezető: Frank Willenborg |

| 2013. november 23. 14:00 (CEST) | RB Leipzig | 1 – 2                 | Hansa Rostock       | Red Bull Arena, Lipcse Nézőszám: 23 421 Játékvezető: Robert Hartmann |
| 2013. november 23. 14:00 (CEST) | Kaiser 60' | (0 – 1) (Jegyzőkönyv) | Blacha 37' Plat 52' | Red Bull Arena, Lipcse Nézőszám: 23 421 Játékvezető: Robert Hartmann |

| 2013. november 30. 14:00 (CEST) | 1. FC Saarbrücken | 2 – 3                 | RB Leipzig                         | Ludwigsparkstadion, Saarbrücken Nézőszám: 11 184 Játékvezető: Timo Gerach |
| 2013. november 30. 14:00 (CEST) | Ziemer 1' 46'     | (1 – 1) (Jegyzőkönyv) | Franke 15' Kimmich 52' Willers 78' | Ludwigsparkstadion, Saarbrücken Nézőszám: 11 184 Játékvezető: Timo Gerach |

| 2013. december 7. 14:00 (CEST) | RB Leipzig            | 2 – 1                 | Stuttgarter Kickers | Red Bull Arena, Lipcse Nézőszám: 7 000 Játékvezető: Harm Osmers |
| 2013. december 7. 14:00 (CEST) | Thomalla 21' Luge 50' | (1 – 1) (Jegyzőkönyv) | Marchese 38'        | Red Bull Arena, Lipcse Nézőszám: 7 000 Játékvezető: Harm Osmers |

| 2013. december 14. 14:00 (CEST) | SC Preußen Münster    | 0 – 0 | RB Leipzig | Preußen-Stadion, Münster Nézőszám: 6 787 Játékvezető: Bibiana Steinhaus |
| 2013. december 14. 14:00 (CEST) | (0 – 0) (Jegyzőkönyv) |       |            | Preußen-Stadion, Münster Nézőszám: 6 787 Játékvezető: Bibiana Steinhaus |

| 2013. december 21. 14:00 (CEST) | RB Leipzig                | 2 – 1                 | Hallescher FC | Red Bull Arena, Lipcse Nézőszám: 20 354 Játékvezető: Daniel Siebert |
| 2013. december 21. 14:00 (CEST) | Kaiser 51' Y. Poulsen 65' | (0 – 0) (Jegyzőkönyv) | Bertram 86'   | Red Bull Arena, Lipcse Nézőszám: 20 354 Játékvezető: Daniel Siebert |

| 2014. január 25. 14:00 (CEST) | RB Leipzig | 0 – 1                 | SV Wacker Burghausen | Red Bull Arena, Lipcse Nézőszám: 7 328 Játékvezető: Patrick Alt |
| 2014. január 25. 14:00 (CEST) |            | (0 – 1) (Jegyzőkönyv) | Hauk 45'             | Red Bull Arena, Lipcse Nézőszám: 7 328 Játékvezető: Patrick Alt |

| 2014. február 1. 14:00 (CEST) | MSV Duisburg            | 2 – 1                 | RB Leipzig | MSV-Arena, Duisburg Nézőszám: 11 012 Játékvezető: Thorsten Kinhöfer |
| 2014. február 1. 14:00 (CEST) | Aycicek 29' Onuegbu 90' | (1 – 0) (Jegyzőkönyv) | Frahn 57'  | MSV-Arena, Duisburg Nézőszám: 11 012 Játékvezető: Thorsten Kinhöfer |

| 2014. február 8. 14:00 (CEST) | Rot-Weiß Erfurt | 0 – 2                 | RB Leipzig                      | Steigerwaldstadion, Erfurt Nézőszám: 11 240 Játékvezető: Bibiana Steinhaus |
| 2014. február 8. 14:00 (CEST) |                 | (0 – 1) (Jegyzőkönyv) | Kaiser 32' Frahn 73' (11-esből) | Steigerwaldstadion, Erfurt Nézőszám: 11 240 Játékvezető: Bibiana Steinhaus |

| 2014. február 16. 14:00 (CEST) | RB Leipzig | 1 – 0                 | SV Wehen Wiesbaden | Red Bull Arena, Lipcse Nézőszám: 11 198 Játékvezető: Benjamin Brand |
| 2014. február 16. 14:00 (CEST) | Kaiser 16' | (1 – 0) (Jegyzőkönyv) |                    | Red Bull Arena, Lipcse Nézőszám: 11 198 Játékvezető: Benjamin Brand |

| 2014. február 22. 14:00 (CEST) | Holstein Kiel | 0 – 2                 | RB Leipzig              | Holstein-Stadion, Kiel Nézőszám: 4 946 Játékvezető: Christian Dingert |
| 2014. február 22. 14:00 (CEST) |               | (0 – 1) (Jegyzőkönyv) | Frahn 12' Heidinger 54' | Holstein-Stadion, Kiel Nézőszám: 4 946 Játékvezető: Christian Dingert |

| 2014. március 2. 14:00 (CEST) | RB Leipzig                        | 2 – 0                 | SV Elversberg | Red Bull Arena, Lipcse Nézőszám: 18 478 Játékvezető: Tobias Reichel |
| 2014. március 2. 14:00 (CEST) | Kaiser 23' (11-esből) Röttger 65' | (1 – 0) (Jegyzőkönyv) |               | Red Bull Arena, Lipcse Nézőszám: 18 478 Játékvezető: Tobias Reichel |

| 2014. március 7. 14:00 (CEST) | VfB Stuttgart II | 0 – 2                 | RB Leipzig               | Waldau-Stadion, Stuttgart Nézőszám: 1300 Játékvezető: Steffen Mix |
| 2014. március 7. 14:00 (CEST) |                  | (0 – 1) (Jegyzőkönyv) | Frahn 28' Y. Poulsen 63' | Waldau-Stadion, Stuttgart Nézőszám: 1300 Játékvezető: Steffen Mix |

| 2014. március 16. 14:00 (CEST) | RB Leipzig | 1 – 0                 | VfL Osnabrück | Red Bull Arena, Lipcse Nézőszám: 12 205 Játékvezető: Christian Fische |
| 2014. március 16. 14:00 (CEST) | Frahn 28'  | (1 – 0) (Jegyzőkönyv) |               | Red Bull Arena, Lipcse Nézőszám: 12 205 Játékvezető: Christian Fische |

| 2014. március 22. 14:00 (CEST) | SpVgg Unterhaching | 1 – 1                 | RB Leipzig     | Alpenbauer Sportpark, Unterhaching Nézőszám: 3 050 Játékvezető: Robert Kempter |
| 2014. március 22. 14:00 (CEST) | Bichler 24'        | (1 – 1) (Jegyzőkönyv) | Y. Poulsen 22' | Alpenbauer Sportpark, Unterhaching Nézőszám: 3 050 Játékvezető: Robert Kempter |

| 2014. március 26. 20:15 (CEST) | RB Leipzig     | 1 – 1                 | 1. FC Heidenheim | Red Bull Arena, Lipcse Nézőszám: 25 312 Játékvezető: Arne Aarnink |
| 2014. március 26. 20:15 (CEST) | Y. Poulsen 44' | (1 – 0) (Jegyzőkönyv) | Wittek 72'       | Red Bull Arena, Lipcse Nézőszám: 25 312 Játékvezető: Arne Aarnink |

| 2014. március 29. 14:00 (CEST) | SSV Jahn Regensburg | 0 – 3                 | RB Leipzig                         | Städtisches Jahnstadion, Regensburg Nézőszám: 4 022 Játékvezető: Stefan Glasmacher |
| 2014. március 29. 14:00 (CEST) |                     | (0 – 2) (Jegyzőkönyv) | Frahn 1' A. Jung 20' Hoheneder 86' | Städtisches Jahnstadion, Regensburg Nézőszám: 4 022 Játékvezető: Stefan Glasmacher |

| 2014. április 5. 14:00 (CEST) | RB Leipzig              | 2 – 1                 | Chemnitzer FC | Red Bull Arena, Lipcse Nézőszám: 17 479 Játékvezető: Sascha Stegemann |
| 2014. április 5. 14:00 (CEST) | Fandrich 24' Kaiser 77' | (1 – 1) (Jegyzőkönyv) | Hofrath 35'   | Red Bull Arena, Lipcse Nézőszám: 17 479 Játékvezető: Sascha Stegemann |

| 2014. április 13. 14:00 (CEST) | Borussia Dortmund II      | 3 – 3                 | RB Leipzig                  | Rote Erde Stadion, Dortmund Nézőszám: 4 039 Játékvezető: Tobias Reichel |
| 2014. április 13. 14:00 (CEST) | Treude 32' Harder 36' 48' | (2 – 1) (Jegyzőkönyv) | Frahn 18' 80' Heidinger 84' | Rote Erde Stadion, Dortmund Nézőszám: 4 039 Játékvezető: Tobias Reichel |

| 2014. április 19. 14:00 (CEST) | RB Leipzig  | 1 – 0                 | Darmstadt 98 | Red Bull Arena, Lipcse Nézőszám: 39 147 Játékvezető: Thorsten Kinhöfer |
| 2014. április 19. 14:00 (CEST) | A. Jung 15' | (1 – 0) (Jegyzőkönyv) |              | Red Bull Arena, Lipcse Nézőszám: 39 147 Játékvezető: Thorsten Kinhöfer |

| 2014. április 26. 14:00 (CEST) | Hansa Rostock | 0 – 1                 | RB Leipzig | DKB-Arena, Rostock Nézőszám: 14 200 Játékvezető: Bibiana Steinhaus |
| 2014. április 26. 14:00 (CEST) |               | (0 – 1) (Jegyzőkönyv) | Frahn 44'  | DKB-Arena, Rostock Nézőszám: 14 200 Játékvezető: Bibiana Steinhaus |

| 2014. május 3. 13:30 (CEST) | RB Leipzig                     | 5 – 1                 | 1. FC Saarbrücken | Red Bull Arena, Lipcse Nézőszám: 42 713 Játékvezető: Robert Kempter |
| 2014. május 3. 13:30 (CEST) | Kaiser 7' 35' 48' Frahn 9' 14' | (4 – 0) (Jegyzőkönyv) | Reisinger 53'     | Red Bull Arena, Lipcse Nézőszám: 42 713 Játékvezető: Robert Kempter |

| 2014. május 10. 13:30 (CEST) | Stuttgarter Kickers | 1 – 3                 | RB Leipzig                     | Gazi-Stadion auf der Waldau, Stuttgart Nézőszám: 5 800 Játékvezető: Benjamin Cortus |
| 2014. május 10. 13:30 (CEST) | Badiane 90'         | (0 – 2) (Jegyzőkönyv) | Röttger 44' Y. Poulsen 45' 69' | Gazi-Stadion auf der Waldau, Stuttgart Nézőszám: 5 800 Játékvezető: Benjamin Cortus |

### Helyezések fordulónként
| Forduló  | 1  | 2 | 3  | 4 | 5  | 6 | 7  | 8 | 9  | 10 | 11 | 12 | 13 | 14 | 15 | 16 | 17 | 18 | 19 | 20 | 21 | 22 | 23 | 24 | 25 | 26 | 27 | 28 | 29 | 30 | 31 | 32 | 33 | 34 | 35 | 36 | 37 | 38 |
| -------- | -- | - | -- | - | -- | - | -- | - | -- | -- | -- | -- | -- | -- | -- | -- | -- | -- | -- | -- | -- | -- | -- | -- | -- | -- | -- | -- | -- | -- | -- | -- | -- | -- | -- | -- | -- | -- |
| Helyszín | I  | O | I  | O | O  | I | O  | I | O  | I  | O  | I  | O  | I  | O  | I  | O  | I  | O  | I  | O  | O  | I  | I  | O  | I  | O  | I  | O  | I  | O  | I  | O  | I  | O  | I  | O  | I  |
| Eredmény | GY | D | GY | D | GY | V | GY | V | GY | V  | D  | GY | GY | V  | GY | GY | V  | GY | GY | D  | GY | V  | V  | GY | GY | GY | GY | GY | GY | D  | D  | GY | GY | D  | GY | GY | GY | GY |
| Helyezés | 4  | 6 | 6  | 7 | 3  | 6 | 4  | 5 | 4  | 4  | 5  | 3  | 2  | 3  | 2  | 2  | 2  | 2  | 2  | 2  | 2  | 2  | 2  | 2  | 2  | 2  | 2  | 2  | 2  | 2  | 2  | 2  | 2  | 2  | 2  | 2  | 2  | 2  |

Helyszín: O = Otthon; I = Idegenben. Eredmény: GY = Győzelem; D = Döntetlen; V = Vereség.

### DFB-Pokal
| 2013. augusztus 2. 20:00 |

| RB Leipzig | 0 – 2               | FC Augsburg                     |
| ---------- | ------------------- | ------------------------------- |
|            | (0 – 1) Jegyzőkönyv | Callsen-Bracker 5' Altıntop 69' |

| Red Bull Arena, Lipcse Nézőszám: 30 307 Játékvezető: Tobias Stieler |

| 2013. augusztus 2. 20:00 |

| RB Leipzig | 0 – 2               | FC Augsburg                     |
| ---------- | ------------------- | ------------------------------- |
|            | (0 – 1) Jegyzőkönyv | Callsen-Bracker 5' Altıntop 69' |

| Red Bull Arena, Lipcse Nézőszám: 30 307 Játékvezető: Tobias Stieler |

### Szászország kupa
| 2013. augusztus 13. 15:00 |

| 1. FC Lokomotive Leipzig | 0 – 2               | RB Leipzig           |
| ------------------------ | ------------------- | -------------------- |
|                          | (0 – 1) Jegyzőkönyv | Kaiser 23' Frahn 63' |

| Red Bull Arena, Lipcse Nézőszám: 14 377 Játékvezető: Jens Klemm |

| 2013. augusztus 13. 15:00 |

| 1. FC Lokomotive Leipzig | 0 – 2               | RB Leipzig           |
| ------------------------ | ------------------- | -------------------- |
|                          | (0 – 1) Jegyzőkönyv | Kaiser 23' Frahn 63' |

| Red Bull Arena, Lipcse Nézőszám: 14 377 Játékvezető: Jens Klemm |

| 2013. november 16. 13:30 |

| BSV Gelenau | 0 – 11              | RB Leipzig                                                                                             |
| ----------- | ------------------- | --- |
|             | (0 – 4) Jegyzőkönyv | Kammlott 13' Schulz 32' Thiago Rockenbach 41' Röttger 45' Papadimitriou 56' Sebastian 74' Fandrich 82' |

| Stadion der Freundschaft, Grimma Nézőszám: 2 000 Játékvezető: Daniel Hartig |

| 2013. november 16. 13:30 |

| BSV Gelenau | 0 – 11              | RB Leipzig                                                                                             |
| ----------- | ------------------- | --- |
|             | (0 – 4) Jegyzőkönyv | Kammlott 13' Schulz 32' Thiago Rockenbach 41' Röttger 45' Papadimitriou 56' Sebastian 74' Fandrich 82' |

| Stadion der Freundschaft, Grimma Nézőszám: 2 000 Játékvezető: Daniel Hartig |

| 2014. február 26. 18:00 |

| FC Eilenburg | 0 – 4               | RB Leipzig                                   |
| ------------ | ------------------- | -------------------------------------------- |
|              | (0 – 3) Jegyzőkönyv | Röttger 18' Sebastian 27' Morys 30' Luge 80' |

| Ilburg-Stadion, Eilenburg Nézőszám: 2 100 Játékvezető: Benjamin Seidl |

| 2014. február 26. 18:00 |

| FC Eilenburg | 0 – 4               | RB Leipzig                                   |
| ------------ | ------------------- | -------------------------------------------- |
|              | (0 – 3) Jegyzőkönyv | Röttger 18' Sebastian 27' Morys 30' Luge 80' |

| Ilburg-Stadion, Eilenburg Nézőszám: 2 100 Játékvezető: Benjamin Seidl |

| 2014. április 9. 17:30 |

| Oberlausitz Neugersdorf | 1 – 0               | RB Leipzig |
| ----------------------- | ------------------- | ---------- |
| Kunze 52'               | (0 – 0) Jegyzőkönyv |            |

| ENSO-Oberlausitzarena, Neugersdorf Nézőszám: 2 013 Játékvezető: Josef Jurk |

| 2014. április 9. 17:30 |

| Oberlausitz Neugersdorf | 1 – 0               | RB Leipzig |
| ----------------------- | ------------------- | ---------- |
| Kunze 52'               | (0 – 0) Jegyzőkönyv |            |

| ENSO-Oberlausitzarena, Neugersdorf Nézőszám: 2 013 Játékvezető: Josef Jurk |

## Statisztika
Csak a bajnoki mérkőzések statisztikái alapján:
| #  | N.          | P. | Név                 | Kezdő | Egyéb kezdőjátékosok                             |
| -- | ----------- | -- | ------------------- | ----- | ------------------------------------------------ |
| 1  | Svájc       | K  | Fabio Coltorti      | 21    | Benjamin Bellot: 11 Erik Domaschke: 8            |
| 23 | Ausztria    | V  | Niklas Hoheneder    | 33    | Mikko Sumusalo: 2                                |
| 29 | Németország | V  | Sebastian Heidinger | 31    | Christian Müller: 10                             |
| 8  | Németország | V  | Tim Sebastian       | 30    | Georg Teigl: 13 Juri Judt: 6                     |
| 2  | Németország | V  | Anthony Jung        | 24    | Fabian Franke: 23 Tobias Willers: 18             |
| 24 | Németország | KP | Dominik Kaiser      | 37    | André Luge: 6                                    |
| 18 | Németország | KP | Timo Röttger        | 30    | Bastian Schulz: 15                               |
| 17 | Németország | KP | Joshua Kimmich      | 26    | Thiago Rockenbach: 4                             |
| 34 | Németország | KP | Clemens Fandrich    | 20    | Henrik Ernst: 16 Hrísztosz Papadimitriou: 1      |
| 9  | Dánia       | CS | Yussuf Poulsen      | 36    | Matthias Morys: 20 Carsten Kammlott: 13          |
| 11 | Németország | CS | Daniel Frahn        | 34    | Denis Thomalla: 13 Federico Palacios Martínez: 5 |

### Házi góllövőlista
Utolsó frissítés: 2014. május 16.

#### 3. Liga
19 gólos
- Daniel Frahn

13 gólos
- Dominik Kaiser

10 gólos
- Yussuf Poulsen

4 gólos
- Sebastian Heidinger

3 gólos
- Anthony Jung
- Bastian Schulz

2 gólos
- Timo Röttger
- Denis Thomalla

1 gólos
- Niklas Hoheneder
- Joshua Kimmich
- Fabian Franke
- Clemens Fandrich
- Matthias Morys
- Tobias Willers
- Carsten Kammlott
- André Luge

### Szászország kupa
4 gólos
- Timo Röttger

2 gólos
- Tim Sebastian
- Hrísztosz Papadimitriou

1 gólos
- Thiago Rockenbach
- Daniel Frahn
- Matthias Morys
- Dominik Kaiser
- André Luge
- Clemens Fandrich

### Barátságos mérkőzés
7 gólos
- Denis Thomalla

5 gólos
- André Luge

4 gólos
- Daniel Frahn
- Carsten Kammlott

2 gólos
- Bastian Schulz
- Timo Röttger
- Yussuf Poulsen
- Clemens Fandrich

1 gólos
- Matthias Morys
- Federico Palacios Martínez